# Pâtisserie Courtois
La pâtisserie Courtois est une pâtisserie située à Nîmes dans le département du Gard en région Occitanie.

## Histoire
Plus ancienne pâtisserie de la ville, la maison Courtois a été fondée en 1850, sa décoration est inspirée des théâtres à l'italienne.

## Protection
En totalité, les deux salles décorées situées au rez-de-chaussée de la pâtisserie Courtois, ancienne confiserie Horn, avec la devanture en bois, y compris la porte de l'immeuble, situé 8 place du marché, tel que délimité sur le plan annexé à l'arrêté sont inscrits au titre des monuments historiques par arrêté du 2 novembre 2017.